# Юніорська збірна Росії з хокею із шайбою
Юніорська збірна Росії з хокею із шайбою (рос. Юниорская сборная России по хоккею с шайбой) — національна юніорська команда Росії, що представляє країну на міжнародних змаганнях з хокею із шайбою. Опікується командою Федерація хокею Росії, команда постійно бере участь у чемпіонаті світу з хокею із шайбою серед юніорських команд.
28 лютого 2022 року ІІХФ відсторонила збірну Росію від участі в міжнародному хокеї через російське вторгнення в Україну до подальшого розпорядження.

## Досягнення
- Чемпіон Європи — 1996.
- Меморіал Івана Глінки — 1993, 1995, 2019, 2021.
- Чемпіон світу — 2001, 2004, 2007.

## Результати

### Чемпіонат Європи до 18/19 років
| - 1992 — 3 місце - 1993 — 2 місце - 1994 — 2 місце - 1995 — 4 місце - 1996 — 1 місце - 1997 — 4 місце - 1998 — 3 місце |

### Чемпіонати світу з хокею із шайбою серед юніорських команд
- 1999  — 6 місце
- 2000  —  2 місце
- 2001  —  1 місце
- 2002  —  2 місце
- 2003  —  3 місце
- 2004  —  1 місце
- 2005  — 5 місце
- 2006  — 5 місце
- 2007  —  1 місце
- 2008  —  2 місце
- 2009  —  2 місце
- 2010  — 4 місце
- 2011  —  3 місце
- 2012  — 5 місце
- 2013  — 4 місце
- 2014  — 5 місце
- 2015  — 5 місце
- 2016  — 6 місце
- 2017  —  3 місце
- 2018  — 6 місце
- 2019  —  2 місце
- 2021  —  2 місце

## Скандал
Перед чемпіонатом світу 2016 збірна потрапила у допінговий скандал — результати аналізів на допінг дали позитивний результат у більше ніж половини з 30 гравців команди. У крові гравців виявлений заборонений Всесвітнім антидопінговим агентством препарат – мельдоній. Через ці результати команду оновили та оголосили новий склад.